# Elizabethtown (film)
(Tagline del film)
Elizabethtown è un film del 2005 di Cameron Crowe, interpretato da Orlando Bloom e Kirsten Dunst.

## Trama
Oregon. Drew Baylor è un giovane e affermato designer di scarpe, che negli ultimi anni ha dedicato anima e corpo al suo lavoro, sacrificando vita privata e affetti familiari per conseguire il successo lavorativo. Purtroppo per lui, l'ultimo suo progetto si trasforma in un colossale fiasco, capace di portare la sua azienda sull'orlo del fallimento. Drew viene presto licenziato, e anche la sua ragazza sembra non interessarsi più a lui. Tutto questo per Drew – fino ad allora abituato a vivere una vita di successo, agiata e senza problemi – è un colpo duro e umiliante, capace di far vacillare tutte le sue certezze, tanto da fargli credere che il suicidio sia l'unica via d'uscita.
Durante il suo tentativo di togliersi la vita, viene destato dalla notizia che il padre, mentre si trovava a Elizabethtown, è improvvisamente venuto a mancare. Con la sorella in uno stato molto fragile e la madre che ancora non sembra aver elaborato la cosa, Drew si mette in viaggio per recuperare la salma del genitore, pur continuando ad avere propositi suicidi in testa. Sull'aereo che lo sta portando in Kentucky, Drew conosce Claire, una bizzarra assistente di volo fin troppo simpatica ed espansiva, che durante il viaggio, grazie alla sua vitalità, riesce comunque a distoglierlo un po' dai pensieri sul suo brutto periodo.

## Colonna sonora
Nella colonna sonora di Elizabethtown, oltre alle musiche originali di Ryan Adams e Nancy Wilson (moglie di Cameron Crowe), vi sono canzoni di Elton John (My Father's Gun è il brano chiave del film), The Hollies e Tom Petty.

## Accoglienza

### Critica
Il regista è stato ispirato dalla frase, scritta da Bob Dylan per il brano musicale Mr. Tambourine Man, che recita «Dance beneath the diamond sky with one hand waving free». Il film, così come le altre pellicole precedenti di Crowe, vuole essere una celebrazione del fatto di essere vivo, dell'estasi che può creare un lutto, il fallimento, la rinascita.

## Riconoscimenti
- 2005 - Critics' Choice Movie Award
  - Nomination Miglior compositore a Nancy Wilson
  - Nomination Miglior canzone a I Nine per Same in Any Language
  - Nomination Miglior colonna sonora
- 2006 - Grammy Award
  - Nomination Miglior canzone scritta per un film, programma televisivo o altro media visuale a Tom Petty per Square One